# Syzeuctus marshalli
Syzeuctus marshalli là một loài tò vò trong họ Ichneumonidae.